# 차화연
차화연(車和娟)(본명: 차학경, 1960년 1월 25일(1959년 음력 12월 27일) ~ )은 대한민국의 배우이다.

## 생애
서울예술고등학교를 졸업하던 1978년 미스 롯데 2위에 입상하고, TBC 공채 탤런트 20기로 데뷔하였다. 《달동네》, 《TV 문학관 - 삼포 가는 길》 등에 출연하며 경력을 쌓다가 1981년 KBS2 《지금은 사랑할 때》로 처음 주인공을 맡았다.
1987년 MBC 《사랑과 야망》의 히로인 김미자 역을 연기하여 큰 사랑을 받았으며 드라마 종영 후인 1988년 결혼과 함께 연예계 은퇴를 하였다. 이후 2남 1녀의 자녀를 둔 평범한 주부로서 생활하였다.
2006년 자신의 사생활을 보도한 여성동아의 판매를 막아달라며 가처분 소송을 낼 정도로 복귀에 소극적이었으나, 2008년 곽영범 PD와의 인연으로 SBS 《애자 언니 민자》로 복귀하였다. 복귀 1년 만에 남편과 합의이혼하였으며 이후 우아한 이미지의 어머니상으로 활발한 연기 활동을 펼치고 있다. 복귀 후 예전과는 달라진 연기스타일 탓에 연기 공부도 새롭게 노력을 많이 했다고 한다. 복귀 후에는 나름대로 다작 중인데, 적어도 1년에 1편 이상의 드라마에는 출연하기로 했다고 한다. 2018년 KBS 주말 드라마 《하나뿐인 내편》에 출연하여 철부지 시어머니 오은영 역을 맡아 열연을 펼쳤으며, 연기대상에서 최우수상을 수상하는 등 제2의 전성기를 이어가고 있으며, 이후 2020년 KBS 주말 드라마 《한 번 다녀왔습니다》에 장옥분 역으로 출연했다. 2021년 KBS 주말 드라마 《신사와 아가씨》로 김사경 작가와 다시 한 번 호흡을 맞춘다.

## 연기 활동

### 드라마
- 1978년 TBC 주간연속극 《여자의 얼굴》
- 1979년 TBC 개국특집드라마 《날 저무는 하늘에》
- 1979년 TBC 매일연속극 《이조여인 오백년사 - 원앙별곡》
- 1980년 TBC 목금드라마 《필녀》
- 1980년 TBC 금요드라마 《아롱이 다롱이》
- 1980년 TBC 일일연속극 《달동네》 ... 춘자 역
- 1981년 KBS1 특집드라마 《옛날 나 어릴적에》
- 1981년 KBS2 반공드라마 《추적》
- 1981년 KBS 수사드라마 《형사》
- 1981년 KBS1 단막극 《KBS TV 문학관 - 징소리》 (1981-01-22)
- 1981년 KBS1 단막극 《KBS TV 문학관 - 삼포 가는 길》 (1981-02-14) ... 백화 역
- 1981년 KBS1 일일연속극 《지금은 사랑할 때》 (주인공 데뷔작)
- 1982년 KBS1 단막극 《KBS TV 문학관 - 김약국의 딸들》 (1982-04-24) ... 김용란 역
- 1982년 KBS1 단막극 《KBS TV 문학관 - 목석부인》 (1982-06-26)
- 1982년 KBS1 단막극 《KBS TV 문학관 - 마(馬)》 (1982-08-07)
- 1982년 KBS2 주간연속극 《꽃바람》
- 1982년 KBS2 주말연속극 《엄마의 일기》
- 1982년 KBS2 어린이드라마 《똑순이만세》
- 1983년 KBS2 주말연속극 《해빙》
- 1983년 KBS1 주간연속극 《금남의 집》 ... 은행원 역
- 1983년 KBS1 단막극 《KBS TV 문학관 - 소복》 (1983-12-10)
- 1984년 KBS1 단막극 《KBS 청소년문학관 - 사랑의 환절기》 (1984-05-11)
- 1984년 KBS2 주말연속극 《봉선화》
- 1985년 KBS2 단막극 《KBS 드라마게임 - 그래서 봄》 (1985-01-04)
- 1985년 KBS2 수목드라마 《빛과 그림자》
- 1985년 KBS2 단막극 《KBS 드라마게임 - 서울 뻐꾸기》 (1985-08-02)
- 1985년 KBS2 단막극 《KBS 드라마게임 - 소슬바람》 (1985-09-20)
- 1985년 KBS2 단막극 《KBS 드라마게임 - 다 큰 나무》 (1985-10-18)
- 1985년 KBS2 단막극 《KBS 드라마게임 - 어제 불던 바람》 (1985-11-15)
- 1985년 KBS2 일요아침드라마 《해돋는 언덕》
- 1986년 KBS2 주말연속극 《그대의 초상》 ... 희재 역
- 1987년 MBC 주말연속극 《사랑과 야망》 ... 김미자 역
- 2008년 SBS 일일드라마 《애자 언니 민자》 ... 주민자 역
- 2009년 SBS 드라마 스페셜 《시티홀》 ... 조국 모, 조용희 역
- 2009년 SBS 미니시리즈 《천사의 유혹》 ... 조경희 역
- 2010년 SBS 대하드라마 《제중원》 ... 황정 모, 임조시 역
- 2010년 SBS 미니시리즈 《나는 전설이다》 ... 홍 여사 역
- 2010년 MBC 단막극 《MBC 일요 드라마 극장 - 도시락》 ... 숙자 역
- 2011년 MBC 미니시리즈 《마이 프린세스》 ... 드레스 디자이너 역 (특별출연)
- 2011년 KBS2 미니시리즈 《가시나무새》 ... 윤명자 역
- 2011년 SBS 드라마 스페셜 《보스를 지켜라》 ... 신숙희 역
- 2011년 MBC 주말연속극 《천 번의 입맞춤》 ... 유지선 역
- 2011년 TrendE 8부작드라마 《피아니시모》
- 2011년 MBN 일일시트콤 《왔어 왔어 제대로 왔어》 ... 전미옥 역
- 2012년 KBS2 미니시리즈 《적도의 남자》 ... 마희정 역
- 2012년 tvN 미니시리즈 《결혼의 꼼수》 ... 소두련 역
- 2012년 SBS 주말특별기획 《신사의 품격》 ... 이수 모 역 (특별출연)
- 2012년 SBS 주말특별기획 《다섯 손가락》 ... 나계화 역
- 2012년 MBC 미니시리즈 《보고싶다》 ... 강현주 역 (특별출연)
- 2013년 SBS 월화드라마 《야왕》 ... 백지미 역
- 2013년 MBC 주말특별기획 《백년의 유산》 ... 백설주 역
- 2013년 JTBC 일일연속극 《가시꽃》 ... 민 여사 역
- 2013년 MBC 주말연속극 《사랑해서 남주나》 ... 홍순애 역
- 2013년 MBC 일일연속사극 《제왕의 딸 수백향》 ... 도림 역
- 2014년 KBS2 월화드라마 《빅맨》 ... 최윤정 역
- 2014년 MBC 일일연속극 《소원을 말해봐》 ... 신혜란 역
- 2014년 SBS 드라마 스페셜 《괜찮아, 사랑이야》 ... 재열 모 역
- 2014년 tvN 월화드라마 《마이 시크릿 호텔》
- 2014년 tvN 아침연속극 《가족의 비밀》 ... 진주란 역
- 2015년 MBC 주말연속극 《엄마》 ... 윤정애 역
- 2016년 SBS 주말특별기획 《미세스 캅 2》 ... 서정미 역
- 2016년 SBS 아침연속극 《아임 쏘리 강남구》 ... 홍명숙 역
- 2017년 MBC 수목드라마 《병원선》 ... 오혜정 역
- 2018년 SBS 주말특별기획 《시크릿 마더》 ... 박선자 역
- 2018년~2019년 KBS2 주말드라마 《하나뿐인 내편》 ... 오은영 역
- 2018년 tvN 수목드라마 《남자친구》 ... 김화진 역
- 2019년 MBC 주말특별기획 《황금정원》 ... 진남희 역
- 2020년 KBS2 주말드라마 《한 번 다녀왔습니다》 ... 장옥분 역
- 2020년 JTBC 수목드라마 《런 온》 ... 육지우 역
- 2021년~2022년 KBS2 주말드라마 《신사와 아가씨》 ... 왕대란 역
- 2021년 SBS 금토드라마 《지금, 헤어지는 중입니다》 ... 민혜옥 역
- 2023년 JTBC 토일드라마 《신성한, 이혼》 ... 마금희 역
- 2023년 KBS2 주말드라마 《진짜가 나타났다!》 ... 이인옥 역
- 2024년 KBS2 주말드라마 《미녀와 순정남》 ... 백미자 역
- 2024년 Netflix 오리지널 드라마 《종말의 바보》 … 주명옥 역
- 2024년~(2025년) KBS2 수목 드라마 《수상한 그녀》 ... 김애심 역

### 영화
- 1981년 《본전생각》 ... 수미 역
- 1982년 《최인호의 야색》
- 1983년 《참새와 허수아비》 ... 옥분 역
- 1984년 《도시에서 우는 매미》
- 1987년 《먼 여행 긴 터널》
- 2009년 《백야행: 하얀 어둠 속을 걷다》 ... 요한 모, 서해영 역
- 2011년 《결정적 한방》 ... 순영 역
- 2012년 《네버엔딩 스토리》 ... 송경 엄마 역(특별출연)

## 예능
- 1981년 KBS2 《쇼쇼쇼》 MC
- 2011년 MBC 《공감토크쇼 놀러와》 게스트
- 2019년 KBS2 《해피투게더 (4기)》 게스트
- 2019년 tvN 《인생술집》 게스트
- 2020년 KBS2 《옥탑방의 문제아들》 게스트
- 2020년 KBS2 《신상출시 편스토랑》 게스트

## CF
- 1981년 서울식품공업 젤러트 / 샤베트
- 1982년 서울식품공업 팝초코
- 1982년 서울식품공업 바로스프 (with 고두심, 김다혜)
- 1984년 서울식품공업 샤샤
- 1986년 애경유지 럭스 비누
- 1987년 라미화장품 에리제
- 2013년 아모레퍼시픽 려
- 2013년 비오템 블루테라피
- 2015년 동성제약 세븐에이트
- 2019년 센트리마 단지
- 2019년~ 라이나생명 (with 박상원, 장성규)
- 2019년 안국건강 저분자콜라겐 칼슘플러스+ (with 차재이)
- 2020년 알콘 (with 천호진)
- 2021년 풍기인삼협동조합 관절엔 데커신
- 2022년 TS트릴리온 TS착한염색

## 수상
- 1978년 미스 롯데 2위
- 1987년 제23회 백상예술대상 인기상 《사랑과 야망》
- 1987년 MBC 연기대상 드라마 부문 최우수 연기상 《사랑과 야망》
- 2009년 SBS 연기대상 특별기획부문 여자 조연상 《천사의 유혹》
- 2011년 MBC 드라마대상 연속극부문 여자 황금연기상 《천번의 입맞춤》
- 2013년 MBC 연기대상 여자 황금연기상 《사랑해서 남주나》
- 2015년 MBC 연기대상 연속극부문 여자 우수 연기상 《엄마》
- 2018년 KBS 연기대상 여자 최우수 연기상 《하나뿐인 내편》